# Ngaaka BlinD
Vous pouvez aider à l'améliorer ou bien discuter des problèmes sur sa page de discussion.
- Il ne s’appuie pas, ou pas assez, sur des sources secondaires ou tertiaires. (Marqué depuis février 2023)
- Son texte doit être wikifié : il ne correspond pas à la mise en forme Wikipédia (style, typographie, liens internes, liens entre les wikis, etc.). (Marqué depuis février 2023)
- Sa typographie ne respecte pas les conventions de Wikipédia. Vous pouvez solliciter de l’aide de l’Atelier typographique. (Marqué depuis février 2023)
- Il n’est pas rédigé dans un style encyclopédique. (Marqué depuis février 2023)
- Il contient des liens externes. Selon les recommandations sur l'usage des liens externes, il ne devrait pas y en avoir dans le corps de l'article. Il est souhaitable, si cela présente un intérêt, de citer ces liens comme sources et de les enlever du corps de l'article, ou bien de les placer en bas de page dans une section dédiée. (Marqué depuis février 2023)

- Archive Wikiwix
- Bing
- Cairn
- DuckDuckGo
- E. Universalis
- Gallica
- Google
- G. Books
- G. News
- G. Scholar
- Persée
- Qwant
- (zh) Baidu
- (ru) Yandex
- (wd) trouver des œuvres sur Wikidata

Ngaaka Blindé, de son vrai nom Baba Ndiaye, est un jeune rappeur sénégalais né en 1994 à Medina Gounass (Guédiawaye) quartier populaire en banlieue dakaroise. Influenceur, il officie dans les domaines du rap et du hip-hop

## Biographie

### Vie familiale
Élevé par son grand-père, il a grandi avec ses trois frères et sa petite sœur. De confession musulmane, membre de la confrérie mouride du Sénégal, Il est "Baye Fall", "Talibé" de Serigne Abdou Karim Mbacké le Fils de Serigne Fallou Mbacké . Il a un meilleur ami rappeur comme lui depuis le début de leur carrière, Matadi (nom de scène),dont ce dernier, pour davantage fidéliser leur amitié, il a choisi Ngaaka Blindé comme homonyme de son fils. Ngaaka s'est marié religieusement le 07 janvier 2022 avec Fatima, alias Fatel Sow, actrice, chanteuse et danseuse, une jeune bourrée de talents.

### Carrière
Le pseudonyme fait référence aux mots Ngaaka (Espèce marine et/ou ignorant) et Blindé comme le mot l’indique. Passionné du Hip Hop dès bas âge, il commence à écrire ses premiers textes à l’âge de 9 ans sous l’influence de son Maitre Mr NIANG de l’école Pikine 16 Sham à Guédiawaye. Il commence sa carrière en intégrant le groupe de rap Young Star.
En 2008, il monte un autre groupe du nom de OUNDOU YI dont il est le leader avec, un Crew qui a réussi à s’imposer dans la banlieue à travers les concerts et les foyers scolaires.
En 2011, Ngaaka décide de se lancer dans une carrière solo. Son premier single Leppfay, enregistré à Hurrican records et en tant qu’adepte de freestyle lui a valu des invitations à l’émission Stylou Mbed de Karim Xrumxak ainsi que dans d’autres stations radios telles que X FM, Top FM, Oxyjeunes FM, Rewmi FM,7 FM...
Il est sélectionné la même année dans l’émission télévisée Hip Hop Feeling de Fata El Presidente (Rappeur Sénégalais), a participé à la deuxième édition de Hip Hop Discover initié par Simon Jolof4life (Rappeur Sénégalais) et à la caravane tour du groupe Bat’HaillonsBlin-D en 2012.
L’accumulation de toutes ces expériences ont permis au jeune Ngaaka de devenir vainqueur de la première édition du Flow UP (2013), concours de rap organisé par l’Association Africulturban dans le but de promouvoir les jeunes rappeurs en expansion. Depuis il devient un incontournables du mouvement Hip Hop.
En 2014, il a sorti des singles. En 2015, Ngaaka Blindé avait été le premier de sa génération à faire son show en live band ce qui était rare dans le hip hop sénégalais et c’est ce qui l’avait facilité à participer à des grands évènements. En 2016, il devient le premier de sa génération à remplir le grand théâtre national du Sénégal.
En 2019, après sa sortie en prison pour accusation de contrefaçon des billets de banque, Ngaaka Blindé nous a présenté son nouveau clip <<Bi Game Ngaaka Ko Mom>>qui faisait la tournure et il a rempli l'Arène nationale de Pikine lors de son premier après sa sortie.

### Son histoire avec Hip Hop[4]
Quand il était petit, Ngaaka Blindé était un peu turbulent. Un jour, il marchait dans la rue et il a vu une scène organisée par des sponsors gratuitement par secteur. Il avait vu des rappeurs qui jouaient sur la scène.
Le lendemain, il faisait comme eux à l’école. En classe de CE2, lors de sa première composition trimestrielle, il y avait une partie récitation-chant et lui il faisait du rap. il n'avait pas trop maîtrisé les paroles des rappeurs de la scène qu'il avait assisté mais il avait basé sur la rime pour créer un texte logique. Quand les résultats ont sorti, il a eu 09/10.
Ngaaka était complice avec son maître Monsieur Niang. Ce dernier avait remarqué que Ngaaka pouvait faire du rap et il lui avait dit pourquoi ne pas écrire des paroles et Ngaaka lui avait répondu que: << j’ai la tête vide, je ne peux pas écrire des paroles >>.
Et il l’avait montré des documents concernant le SIDA, car eux il voulait aussi l’éducation au sein de la musique. Il l’avait proposé d’écrire quelques paroles sur le SIDA. Le rappeur de Guédiawaye a pris le document et il a créé un texte avec des rimes sur le SIDA et il a montré son maître. Ce dernier ne l'avait pas cru et il lui a proposé d’écrire un autre texte devant lui. Et Ngaaka l'a fait durant de son cours et lui a montré. Le maître l’a dit d’aller faire le texte de SIDA en un son.
Le natif de Guédiawaye l'a fait avec Hurrican Records Studio et lui ai montré son maître et sa famille et tout le monde est content. C’est là-bas que tout a commencé.
Il a commencé à fréquenter le studio et il a vu d'autres rappeurs là-bas et ils ont créé un groupe et ils ont eu un succès à Guédiawaye. Il a commencé à côtoyer les grands rappeurs comme Fou malade, Karim Xrumxak, Keyti, Djily Bagdad… et suivre leurs émissions et il prenait tout ce qui a de positif. Il leur a aussi donné du respect car quoi qu’il en soit c’est son devoir, car ils ont fait ce qu'il est devenu aujourd’hui.

## Polémiques

### Accusation de contrefaçon de billets de banques
Ngaaka Blindé, a été arrêté dans la nuit du 18 au 19 décembre 2017 à la suite d'un contrôle contrôle d'identité au cours duquel il a été interpellé en possession de faux billets, pour une valeur totale de 2 millions de francs CFA.
Le 13 décembre 2018, Ngaaka Blindé s'est défendu des chefs d'inculpâtion en invoquant l'utilisation des faux billets dans le cadre de la réalisation d'une oeuvre musicale. Il a été avancé comme élément de défense que l'interpellation par les force de l'ordre avait été réalisé à Yoff sur le trajet vers Saly, lieu de tournage d'un clip musical. Ces éléments ont été retenus et les charges abandonnées. 

## Discographie

### Albums Studio
- 2014: Xel dou doy[6]
- 2017 : Jeego
- 2021: AL ZA 4[7]
- 2022 : Secret 7[8]

### Single
- 2011: Leppfay[9], h records[10]
- 2013: Dom Dia Dou Nday Dia
- 2014: Takal sa dall[11] , feat Zeyna souniou School[12], Deff Buzz Low[13]
- 2015: Activel Seu Bluetooth[14], Mangui Niii[15]
- 2016: TathiouMa[16],Proukh (Feat. Canabasse)[17]
- 2017: Diaar Diaarou Underground[18],sant ma clip[19],Contrôle VOL 1[20], Deff Tatte[21],
- 2019:  BII GAME NGAAKA KO MOME[22], Baba dawoul thiow[23], DOOLÉ DIOU BAARI[24], feat MATADI - TERRAIN REUBEUSS[25]
- 2020: Took Fi Tekki Fi - Feat : Paco Briz - Leuz Diwaan G - Anita - One Lyrical - Matadi[26],FINALE[27],Yallah Balniou[28], feat WEEFLAG Pondeuse[29]
- 2021: Akci Kasso[30] ,Metti Nii[31], Be mine Feat Hawa Goddess[32],
- 2022: Vradj Feat Ame Bongo[33], vainqueur[34],Kou Nieme ?[35],Mbaye Leumbé[36] , Effect Secondaire[37],
- 2023: Kitoko[38]

## Télévision
- 2014: Emission AARU MBED avec Pape Sidy Fall sur la 2STV[39]
- 2015: Emission Benen Melo avec Simon Jolof4life sur la TFM[40]
- 2019: Emission Plateau spécial sur la 2STV[41]
- 2019: Emission Quartier Général sur la TFM Pape Cheikh Diallo[42]
- 2019: Emission Ngonal sur la TFM[43]
- 2020: Emission Yewouleen sur la TFM Pape Cheikh Diallo[44]
- 2020: Emission Vous et Nous sur la 2STV[45]
- 2020: Emission AARU MBED avec Pape Sidy Fall sur la 2STV[46]
- 2020: Emission Weekend Star sur la TFM[47] avec Abba No Stress
- 2020: Emission Louy dém show sur la 2STV[48]
- 2021: Emission Urban Music sur la TFM[49] avec Bijou Ndiaye et X side X
- 2021: Emission Rendez-vous sur la SEN TV[50]
- 2022: Emission Midi Plus sur la TFM avec Pape Cheikh Diallo[51]
- 2022: Emission Weekend Star sur la TFM[52] avec Abba No Stress

- 2023: Spécial Saint Valentin sur la 2STV avec DJ Kheucha[53] et Racky Aidara